# 阿尔诺亚 (葡萄牙)
阿尔诺亚 (葡萄牙)是葡萄牙布拉加区的一个堂区。总面积21.93平方公里，总人口1919人，人口密度87.5人/平方公里。